# Frode Larsen
Frode Larsen (16. juni 1949 - 20. juni 2017) var en norsk fodboldspiller (højre wing). Han spillede seks kampe for det norske landshold, alle i 1975.
På klubplan tilbragte Larsen hele sin karriere hos SK Brann i sin fødeby, og vandt to pokaltitler med klubben.

## Titler
Norsk pokal
- 1972 og 1976 med SK Brann